# Live Oak (Teksas)
Live Oak je grad u američkoj saveznoj državi Teksas. Prema popisu stanovništva iz 2010. u njemu je živjelo 13.131 stanovnika.